# Jón Stefánsson
Jón Arnór Stefánsson, nacido el 21 de septiembre de 1982 en Reykjavík (Islandia), es un exjugador de baloncesto islandés. Mide 1,96 metros de altura, y jugaba en la posición de escolta.

## Trayectoria
Ganó el título de la FIBA Europe League en 2005 con el Dinamo San Petersburgo ruso. Fue jugador de los Dallas Mavericks de la NBA de 2003 a 2004 pero pasó toda la temporada lesionado y nunca llegó a jugar un partido oficial con ellos.
Después de aquello, Steffánsson jugó en varios equipos europeos como el Carpisa Napoli con el que ganó una copa italiana, el CB Granada, el Pamesa Valencia y en el CAI Zaragoza con el que jugó el partido que tiene el récord de más puntos totales en un partido de Play-Off de la ACB con el resultado de CAI Zaragoza 122-120 Valencia Basket
El 30 de abril de 2017, ganó el campeonato islandés por tercera vez con el KR y fue nombrado Jugador del año y Jugador más valioso de los playoffs. 
El 28 de abril de 2018, Stefánsson ganó su cuarta liga islandesa tras derrotar al Tindastóll en las finales.
En noviembre de 2018, anunció que se retiraría después de la temporada 2018-2019, pero decidió seguir en activo al menos una temporada más.
El 4 de mayo de 2019 ganó su quinta liga islandesa después de que el KR derrotara al ÍR en las finales por 3-2.
El 5 de agosto de 2020 ficha por el Valur.
El 28 de mayo de 2021 se retiraba como jugador en activo.

## Selección de Islandia
Stefánsson jugó 100 partidos con la selección islandesa entre 2000 y 2019, apareciendo en los EuroBasket de 2015 y 2017. 
Se retiró de la selección tras la victoria de Islandia por 91-67 contra Portugal el 21 de febrero de 2019, donde fue el máximo anotador con 17 puntos.

## Palmarés
- BC Dinamo San Petersburgo con el que se proclamó Campeón de la FIBA Eurocup.
- Basket Napoli con el que se proclamó campeón de Copa.[9]

## Equipos
- KR Reykjavík (2000-2002)
- Trier (2002-2003)
- Dallas Mavericks (2003)
- Dinamo San Petersburgo (2004-2005)
- Carpisa Napoli (2005-2006)
- Pamesa Valencia (2006-2007)
- Lottomatica Roma (2007-2008)
- KR Reykjavík (2008-2009)
- Benetton Treviso (2008-2009)
- CB Granada (2009-2011)
- CAI Zaragoza (2011-2014)
- Unicaja Málaga (2014-2015)
- Valencia Basket (2015-2016)
- KR Reykjavík (2016-2020)
- Valur Reyjavík (2020-2021)

## Vida personal
Jón Stefánsson nació en Skövde, Suecia, de padres islandeses. Es el hermano de Ólafur Stefánsson, exjugador de balonmano, medallista de plata olímpico y una de las estrellas del Ciudad Real, el gran equipo español ya desaparecido.
Su otro hermano es el futbolista Eggert Stefánsson exjugador del Fram.